# Lijst van leden van de Basketball Hall of Fame
Dit is een lijst van de leden van de Basketball Hall of Fame (status 2024).
Na het opnemen van de "klas van 2024" zijn er 457 personen of team tot de Hall of Fame toegelaten (232 spelers, 120 coaches waarvan 5 ook als speler, 17 scheidsrechters, 80 personen met een belangrijke bijdrage en 13 volledige teams (niet bij totaal aantal personen meegerekend).
| Lid van de Hall of Fame                            | Categorie                          | Jaar      |
| -------------------------------------------------- | ---------------------------------- | --------- |
| 1976 Amerikaans Olympische basketbalteam (vrouwen) | Team                               | 2023      |
| 1960 Amerikaans Olympische basketbalteam           | Team                               | 2010      |
| 1992 Amerikaans Olympische basketbalteam           | Team                               | 2010      |
| Kareem Abdul-Jabbar                                | Speler                             | 1995      |
| Val Ackerman                                       | Belangrijke bijdrage gemaakt       | 2021      |
| Rick Adelman                                       | Coach                              | 2021      |
| Lidia Aleksejeva                                   | Coach                              | 2012      |
| All American Red Heads                             | Team                               | 2012      |
| Forrest C. "Phog" Allen                            | Coach                              | 1959      |
| Ray Allen                                          | Speler                             | 2018      |
| W. Harold Anderson                                 | Coach                              | 1985      |
| Nathaniel "Nate" Archibald                         | Speler                             | 1991      |
| Paul J. Arizin                                     | Speler                             | 1978      |
| Al Attles                                          | Belangrijke bijdrage gemaakt       | 2019      |
| Arnold J. "Red" Auerbach                           | Coach                              | 1969      |
| Geno Auriemma                                      | Coach                              | 2006      |
| Charles Barkley                                    | Speler                             | 2006      |
| Donald Barksdale                                   | Belangrijke bijdrage gemaakt       | 2012      |
| Thomas B. "Tom" Barlow                             | Speler                             | 1981      |
| Leon Barmore                                       | Coach                              | 2003      |
| Justin M. Barry                                    | Coach                              | 1979      |
| Richard F. "Rick" Barry                            | Speler                             | 1987      |
| Patrick Baumann                                    | Belangrijke bijdrage gemaakt       | 2020      |
| Richard "Dick" Bavetta                             | Scheidsrechter                     | 2015      |
| Elgin Baylor                                       | Speler                             | 1977      |
| Zelmo Beaty                                        | Speler                             | 2016      |
| John Beckman                                       | Speler                             | 1973      |
| Clair F. Bee                                       | Belangrijke bijdrage gemaakt       | 1968      |
| Walter "Walt" Bellamy                              | Speler                             | 1993      |
| Sergej A. Belov                                    | Speler                             | 1992      |
| Senda Berenson Abbott                              | Belangrijke bijdrage gemaakt       | 1985      |
| Gene Bess                                          | Coach                              | 2023      |
| Daniel Biasone                                     | Belangrijke bijdrage gemaakt       | 2000      |
| Chauncey Billups                                   | Speler                             | 2024      |
| David "Dave" Bing                                  | Speler                             | 1990      |
| Larry J. Bird                                      | Speler                             | 1998      |
| Gary Blair                                         | Coach                              | 2023      |
| Carol A. Blazejowski                               | Speler                             | 1994      |
| Ernest A. Blood                                    | Coach                              | 1960      |
| Jim Boeheim                                        | Coach                              | 2005      |
| Bernhard Borgmann                                  | Speler                             | 1961      |
| Chris Bosh                                         | Speler                             | 2021      |
| Sonny Boswell                                      | Speler                             | 2022      |
| William W. Bradley                                 | Speler                             | 1983      |
| Carl Braun                                         | Speler                             | 2019      |
| Joseph R. Brennan                                  | Speler                             | 1975      |
| Hubert J. Brown                                    | Belangrijke bijdrage gemaakt       | 2005      |
| Lawrence H. Brown                                  | Coach                              | 2002      |
| Roger Brown                                        | Speler                             | 2013      |
| Walter A. Brown                                    | Belangrijke bijdrage gemaakt       | 1965      |
| Kobe Bryant                                        | Speler                             | 2020      |
| Buffalo Germans                                    | Team                               | 1961      |
| John W. Bunn                                       | Belangrijke bijdrage gemaakt       | 1964      |
| Jerry Buss                                         | Belangrijke bijdrage gemaakt       | 2010      |
| James B. Calhoun                                   | Coach                              | 2005      |
| John Calipari                                      | Coach                              | 2015      |
| Howard G. Cann                                     | Coach                              | 1968      |
| Dr. H. Clifford Carlson                            | Coach                              | 1959      |
| Louis P. Carnesecca                                | Coach                              | 1992      |
| Bernard L. Carnevale                               | Coach                              | 1970      |
| Peter J. Carril                                    | Coach                              | 1997      |
| Vince Carter                                       | Speler                             | 2024      |
| Everett N. Case                                    | Coach                              | 1982      |
| Swin Cash                                          | Speler                             | 2022      |
| Tamika Catchings                                   | Speler                             | 2020      |
| Original Celtics                                   | Team                               | 1959      |
| Alfred N. Cervi                                    | Speler                             | 1985      |
| Wilton N. Chamberlain                              | Speler                             | 1979      |
| Van Chancellor                                     | Coach                              | 2007      |
| John Chaney                                        | Coach                              | 2001      |
| Maurice Cheeks                                     | Speler                             | 2018      |
| Zach Clayton                                       | Speler                             | 2017      |
| Nat Clifton                                        | Belangrijke bijdrage gemaakt       | 2014      |
| Jerry Colangelo                                    | Belangrijke bijdrage gemaakt       | 2004      |
| Jody Conradt                                       | Coach                              | 1998      |
| Cynthia Cooper-Dyke                                | Speler                             | 2010      |
| Charles T. Cooper                                  | Speler                             | 1977      |
| Chuck Cooper                                       | Speler                             | 2019      |
| Krešimir Ćosić                                     | Speler                             | 1996      |
| Larry Costello                                     | Belangrijke bijdrage gemaakt       | 2022      |
| Bob Cousy                                          | Speler                             | 1971      |
| Dave Cowens                                        | Speler                             | 1991      |
| Joan Crawford                                      | Speler                             | 1997      |
| Denzil E. Crum                                     | Coach                              | 1994      |
| William J. "Billy" Cunningham                      | Speler                             | 1986      |
| Denise M. Curry                                    | Speler                             | 1997      |
| Dražen Dalipagić                                   | Speler                             | 2004      |
| Charles J. "Chuck" Daly                            | Coach                              | 1994      |
| Louie Dampier                                      | Speler                             | 2015      |
| Bob Dandridge                                      | Speler                             | 2021      |
| Mel Daniels                                        | Speler                             | 2012      |
| Adrian Dantley                                     | Speler                             | 2008      |
| William M. Davidson                                | Belangrijke bijdrage gemaakt       | 2008      |
| Robert E. Davies                                   | Speler                             | 1970      |
| Everett S. Dean                                    | Coach                              | 1966      |
| Forrest S. DeBernardi                              | Speler                             | 1961      |
| David A. "Dave" DeBusschere                        | Speler                             | 1983      |
| Henry G. Dehnert                                   | Speler                             | 1969      |
| Antonio Díaz-Miguel                                | Coach                              | 1997      |
| Edgar A. Diddle                                    | Coach                              | 1972      |
| Vlade Divac                                        | Speler                             | 2019      |
| Anne T. Donovan                                    | Speler                             | 1995      |
| Robert L. Douglas                                  | Belangrijke bijdrage gemaakt       | 1972      |
| Bruce Drake                                        | Coach                              | 1973      |
| Clyde A. Drexler                                   | Speler                             | 2004      |
| Lefty Driesell                                     | Coach                              | 2018      |
| Alva O. Duer                                       | Belangrijke bijdrage gemaakt       | 1982      |
| Joe Dumars                                         | Speler                             | 2006      |
| Tim Duncan                                         | Speler                             | 2020      |
| Teresa Edwards                                     | Speler                             | 2011      |
| Wayne R. Embry                                     | Belangrijke bijdrage gemaakt       | 1999      |
| Paul Endacott                                      | Speler                             | 1972      |
| Alexander English                                  | Speler                             | 1997      |
| James E. Enright                                   | Scheidsrechter                     | 1979      |
| Julius W. Erving                                   | Speler                             | 1993      |
| Hubert Evans                                       | Scheidsrechter                     | 2022      |
| Patrick Ewing                                      | Speler                             | 2008      |
| Clifford B. Fagan                                  | Belangrijke bijdrage gemaakt       | 1984      |
| Pedro Ferrándiz González                           | Coach                              | 2007      |
| The First Team                                     | Team                               | 1959      |
| Bill Fitch                                         | Coach                              | 2019      |
| Cotton Fitzsimmons                                 | Coach                              | 2021      |
| Harry A. Fisher                                    | Belangrijke bijdrage gemaakt       | 1974      |
| Lawrence Fleisher                                  | Belangrijke bijdrage gemaakt       | 1991      |
| Harold E. Foster                                   | Speler                             | 1964      |
| Walter Frazier                                     | Speler                             | 1987      |
| Max Friedman                                       | Speler                             | 1972      |
| Joseph F. Fulks                                    | Speler                             | 1978      |
| Clarence E. Gaines                                 | Coach                              | 1982      |
| Lauren "Laddie" Gale                               | Speler                             | 1977      |
| Nikos Galis                                        | Speler                             | 2017      |
| Harry J. Gallatin                                  | Speler                             | 1991      |
| Kevin Garnett                                      | Speler                             | 2020      |
| Pau Gasol                                          | Speler                             | 2023      |
| Alessandro Gamba                                   | Coach                              | 2006      |
| James H. Gardner                                   | Coach                              | 1984      |
| Howard Garfinkel                                   | Belangrijke bijdrage gemaakt       | 2021      |
| Darell Garretson                                   | Scheidsrechter                     | 2015      |
| William P. Gates                                   | Speler                             | 1989      |
| David R. Gavitt                                    | Belangrijke bijdrage gemaakt       | 2006      |
| Lindsay Gaze                                       | Coach                              | 2015      |
| George Gervin                                      | Speler                             | 1996      |
| Amory T. Gill                                      | Coach                              | 1968      |
| Artis Gilmore                                      | Speler                             | 2011      |
| Manu Ginóbili                                      | Speler                             | 2022      |
| Thomas J. Gola                                     | Speler                             | 1976      |
| Aleksandr J. Gomelski                              | Coach                              | 1995      |
| Gail C. Goodrich                                   | Speler                             | 1996      |
| Edward Gottlieb                                    | Belangrijke bijdrage gemaakt       | 1972      |
| Russ Granik                                        | Belangrijke bijdrage gemaakt       | 2013      |
| Harold E. "Hal" Greer                              | Speler                             | 1982      |
| Theresa Grentz                                     | Coach, speler                      | 2022      |
| Yolanda Griffith                                   | Speler                             | 2021      |
| Robert F. Gruenig                                  | Speler                             | 1963      |
| Richie Guerin                                      | Speler                             | 2013      |
| Dr. Luther H. Gulick                               | Belangrijke bijdrage gemaakt       | 1959      |
| Sue Gunter                                         | Coach                              | 2005      |
| Clifford O. Hagan                                  | Speler                             | 1978      |
| Becky Hammon                                       | Speler                             | 2023      |
| Alexander M. Hannum                                | Coach                              | 1998      |
| Victor A. Hanson                                   | Speler                             | 1960      |
| Tim Hardaway                                       | Speler                             | 2022      |
| Harlem Globetrotters                               | Team                               | 2002      |
| Del Harris                                         | Belangrijke bijdrage gemaakt       | 2022      |
| Lusia Harris-Stewart                               | Speler                             | 1992      |
| Lester Harrison                                    | Belangrijke bijdrage gemaakt       | 1980      |
| Marv K. Harshman                                   | Coach                              | 1985      |
| Donald L. Haskins                                  | Coach                              | 1997      |
| Sylvia Hatchell                                    | Coach                              | 2013      |
| John J. Havlicek                                   | Speler                             | 1984      |
| Cornelius L. Hawkins                               | Speler                             | 1992      |
| Elvin E. Hayes                                     | Speler                             | 1990      |
| Marques O. Haynes                                  | Speler                             | 1998      |
| Spencer Haywood                                    | Speler                             | 2015      |
| Francis D. Hearn                                   | Belangrijke bijdrage gemaakt       | 2003      |
| Thomas W. Heinsohn                                 | Speler Coach                       | 1986 2015 |
| Edwin Bancroft Henderson                           | Belangrijke bijdrage gemaakt       | 2013      |
| George T. Hepbron                                  | Scheidsrechter                     | 1960      |
| Dr. Ferenc Hepp                                    | Belangrijke bijdrage gemaakt       | 1981      |
| Edgar S. Hickey                                    | Coach                              | 1979      |
| Edward J. Hickox                                   | Belangrijke bijdrage gemaakt       | 1959      |
| Grant Hill                                         | Speler                             | 2018      |
| Paul D. Hinkle                                     | Belangrijke bijdrage gemaakt       | 1965      |
| David Hixon                                        | Coach                              | 2023      |
| Howard A. Hobson                                   | Coach                              | 1965      |
| Nat Holman                                         | Speler                             | 1964      |
| William Holzman                                    | Coach                              | 1986      |
| Robert J. Houbregs                                 | Speler                             | 1987      |
| Bailey E. Howell                                   | Speler                             | 1997      |
| Lou Hudson                                         | Speler                             | 2022      |
| Bob Huggins                                        | Coach                              | 2022      |
| Robert "Bob" Hurley, Sr.                           | Coach                              | 2010      |
| George H. Hoyt                                     | Scheidsrechter                     | 1961      |
| Robert Hughes                                      | Coach                              | 2017      |
| Charles D. Hyatt                                   | Speler                             | 1959      |
| Henry P. Iba                                       | Coach                              | 1969      |
| Immaculata College, 1971–74                        | Team                               | 2014      |
| Edward S. Irish                                    | Belangrijke bijdrage gemaakt       | 1964      |
| John Isaacs                                        | Speler                             | 2015      |
| Daniel P. Issel                                    | Speler                             | 1993      |
| Allen Iverson                                      | Speler                             | 2016      |
| Tom Izzo                                           | Coach                              | 2016      |
| Inman Jackson                                      | Speler                             | 2022      |
| Lauren Jackson                                     | Speler                             | 2021      |
| Mannie Jackson                                     | Belangrijke bijdrage gemaakt       | 2017      |
| Philip D. Jackson                                  | Coach                              | 2007      |
| Harry E. Jeannette                                 | Speler                             | 1994      |
| Fats Jenkins                                       | Speler                             | 2021      |
| Tom Jernstedt                                      | Belangrijke bijdrage gemaakt       | 2017      |
| Dennis Johnson                                     | Speler                             | 2010      |
| Earvin "Magic" Johnson                             | Speler                             | 2002      |
| Gus Johnson                                        | Speler                             | 2010      |
| William C. Johnson                                 | Speler                             | 1977      |
| D. Neil Johnston                                   | Speler                             | 1990      |
| Bobby Jones                                        | Speler                             | 2019      |
| K. C. Jones                                        | Speler                             | 1989      |
| R. William Jones                                   | Belangrijke bijdrage gemaakt       | 1964      |
| Samuel Jones                                       | Speler                             | 1984      |
| Michael Jordan                                     | Speler                             | 2009      |
| Alvin F. Julian                                    | Coach                              | 1968      |
| George Karl                                        | Coach                              | 2022      |
| Gene Keady                                         | Coach                              | 2023      |
| Frank W. Keaney                                    | Coach                              | 1960      |
| J. Walter Kennedy                                  | Belangrijke bijdrage gemaakt       | 1981      |
| Matthew P. Kennedy                                 | Scheidsrechter                     | 1959      |
| George E. Keogan                                   | Coach                              | 1961      |
| Jason Kidd                                         | Speler                             | 2018      |
| Bernard King                                       | Speler                             | 2013      |
| Robert M. "Bob" Knight                             | Coach                              | 1991      |
| Phil Knight                                        | Belangrijke bijdrage gemaakt       | 2012      |
| Radivoj Korać                                      | Speler                             | 2022      |
| Jerry Krause                                       | Belangrijke bijdrage gemaakt       | 2017      |
| Edward W. "Ed" Krause                              | Speler                             | 1976      |
| Michael "Mike" Krzyzewski                          | Coach                              | 2001      |
| Toni Kukoč                                         | Speler                             | 2021      |
| John A. Kundla                                     | Coach                              | 1995      |
| Robert A. Kurland                                  | Speler                             | 1961      |
| Ward L. Lambert                                    | Coach                              | 1960      |
| Robert J. "Bob" Lanier                             | Speler                             | 1992      |
| Joseph B. Lapchick                                 | Speler                             | 1966      |
| Lloyd R. Leith                                     | Scheidsrechter                     | 1983      |
| Meadowlark Lemon                                   | Belangrijke bijdrage gemaakt       | 2003      |
| Bob Leonard                                        | Coach                              | 2014      |
| Lisa Leslie                                        | Speler                             | 2015      |
| Guy Lewis                                          | Coach                              | 2013      |
| Nancy I. Lieberman                                 | Speler                             | 1996      |
| Emil S. Liston                                     | Belangrijke bijdrage gemaakt       | 1975      |
| Harry Litwack                                      | Coach                              | 1976      |
| Earl F. Lloyd                                      | Belangrijke bijdrage gemaakt       | 2003      |
| Rebecca Lobo                                       | Belangrijke bijdrage gemaakt       | 2017      |
| Kenneth D. Loeffler                                | Coach                              | 1964      |
| Arthur C. "Dutch" Lonborg                          | Coach                              | 1973      |
| Clyde E. Lovellette                                | Speler                             | 1988      |
| Jerry R. Lucas                                     | Speler                             | 1980      |
| Angelo "Hank" Luisetti                             | Speler                             | 1959      |
| Edward C. Macauley                                 | Speler                             | 1960      |
| Ubiratan Pereira Maciel                            | Speler                             | 2010      |
| Herb Magee                                         | Coach                              | 2011      |
| Karl Malone                                        | Speler                             | 2010      |
| Moses E. Malone                                    | Speler                             | 2001      |
| Peter P. "Pete" Maravich                           | Speler                             | 1987      |
| Hortência de Fátima Marcari                        | Speler                             | 2005      |
| Šarūnas Marčiulionis                               | Speler                             | 2014      |
| Slater N. Martin                                   | Speler                             | 1982      |
| Robert A. "Bob" McAdoo                             | Speler                             | 2000      |
| Katrina McClain                                    | Speler                             | 2012      |
| Emmett B. "Branch" McCracken                       | Speler                             | 1960      |
| Jack D. McCracken                                  | Speler                             | 1962      |
| Arad A. McCutchan                                  | Coach                              | 1981      |
| Robert McDermott                                   | Speler                             | 1988      |
| George McGinnis                                    | Speler                             | 2017      |
| Tracy McGrady                                      | Speler                             | 2017      |
| Muffet McGraw                                      | Coach                              | 2017      |
| Alfred J. "Al" McGuire                             | Coach                              | 1992      |
| Frank J. McGuire                                   | Coach                              | 1977      |
| Richard J. "Dick" McGuire                          | Speler                             | 1993      |
| Kevin E. McHale                                    | Speler                             | 1999      |
| John B. McLendon, Jr.                              | Belangrijke bijdrage gemaakt Coach | 1979 2016 |
| Walter E. Meanwell, M.D.                           | Coach                              | 1959      |
| Dino Meneghin                                      | Speler                             | 2003      |
| Raymond J. Meyer                                   | Coach                              | 1979      |
| Ann E. Meyers                                      | Speler                             | 1993      |
| Zigmund J. "Red" Mihalik                           | Scheidsrechter                     | 1986      |
| George Mikan                                       | Speler                             | 1959      |
| Arild Verner Agelskov (Vern) Mikkelsen             | Speler                             | 1995      |
| Cheryl Miller                                      | Speler                             | 1995      |
| Ralph H. Miller                                    | Coach                              | 1988      |
| Reggie Miller                                      | Speler                             | 2012      |
| William G. Mokray                                  | Belangrijke bijdrage gemaakt       | 1965      |
| Sidney Moncrief                                    | Speler                             | 2019      |
| Vernon "Earl" Monroe                               | Speler                             | 1990      |
| Billie J. Moore                                    | Coach                              | 1999      |
| Pearl Moore                                        | Speler                             | 2021      |
| Ralph Morgan                                       | Belangrijke bijdrage gemaakt       | 1959      |
| Frank Morgenweck                                   | Belangrijke bijdrage gemaakt       | 1962      |
| Alonzo Mourning                                    | Speler                             | 2014      |
| Kim Mulkey                                         | Coach                              | 2020      |
| Chris Mullin                                       | Speler                             | 2011      |
| Calvin J. Murphy                                   | Speler                             | 1993      |
| Charles C. Murphy                                  | Speler                             | 1960      |
| Dikembe Mutombo                                    | Speler                             | 2015      |
| Dr. James A. Naismith                              | Belangrijke bijdrage gemaakt       | 1959      |
| Steve Nash                                         | Speler                             | 2018      |
| Don Nelson                                         | Coach                              | 2012      |
| New York Renaissance                               | Team                               | 1963      |
| Peter F. "Pete" Newell                             | Belangrijke bijdrage gemaakt       | 1979      |
| Charles Martin Newton                              | Belangrijke bijdrage gemaakt       | 2000      |
| Hank Nichols                                       | Scheidsrechter                     | 2012      |
| Aleksandar Nikolić                                 | Coach                              | 1998      |
| Mirko Novosel                                      | Coach                              | 2007      |
| Dirk Nowitzki                                      | Speler                             | 2023      |
| John P. Nucatola                                   | Scheidsrechter                     | 1978      |
| John J. O'Brien                                    | Belangrijke bijdrage gemaakt       | 1961      |
| Lawrence F. "Larry" O'Brien                        | Belangrijke bijdrage gemaakt       | 1991      |
| Hakeem Olajuwon                                    | Speler                             | 2008      |
| Harold G. Olsen                                    | Belangrijke bijdrage gemaakt       | 1959      |
| Robert "Lute" Olson                                | Coach                              | 2002      |
| Shaquille O'Neal                                   | Speler                             | 2016      |
| Harlan O. Page                                     | Speler                             | 1962      |
| Robert L. Parish                                   | Speler                             | 2003      |
| Tony Parker                                        | Speler                             | 2023      |
| Gary Payton                                        | Speler                             | 2013      |
| Dražen Petrović                                    | Speler                             | 2002      |
| Robert L. "Bob" Pettit                             | Speler                             | 1971      |
| Andy Phillip                                       | Speler                             | 1961      |
| Paul Pierce                                        | Speler                             | 2021      |
| Scottie Pippen                                     | Speler                             | 2010      |
| Rick Pitino                                        | Coach                              | 2013      |
| Maurice Podoloff                                   | Belangrijke bijdrage gemaakt       | 1974      |
| James C. "Jim" Pollard                             | Speler                             | 1978      |
| Gregg Popovich                                     | Coach                              | 2023      |
| Henry V. Porter                                    | Belangrijke bijdrage gemaakt       | 1960      |
| Cumberland Posey                                   | Speler                             | 2016      |
| Albert Pullins                                     | Speler                             | 2022      |
| Ernest C. Quigley                                  | Scheidsrechter                     | 1961      |
| Dino Rađa                                          | Speler                             | 2018      |
| John T. "Jack" Ramsay                              | Coach                              | 1992      |
| Frank V. Ramsey                                    | Speler                             | 1982      |
| George Raveling                                    | Belangrijke bijdrage gemaakt       | 2015      |
| Willis Reed                                        | Speler                             | 1982      |
| William A. Reid                                    | Belangrijke bijdrage gemaakt       | 1963      |
| Jerry Reinsdorf                                    | Belangrijke bijdrage gemaakt       | 2016      |
| Nolan Richardson                                   | Coach                              | 2014      |
| Mitch Richmond                                     | Speler                             | 2014      |
| Pat Riley                                          | Coach                              | 2008      |
| Elmer H. Ripley                                    | Belangrijke bijdrage gemaakt       | 1973      |
| Arnold D. "Arnie" Risen                            | Speler                             | 1998      |
| Oscar P. Robertson                                 | Speler                             | 1980      |
| David Robinson                                     | Speler                             | 2009      |
| Guy Rodgers                                        | Speler                             | 2014      |
| Dennis Rodman                                      | Speler                             | 2011      |
| John S. Roosma                                     | Speler                             | 1961      |
| Cesare Rubini                                      | Coach                              | 1994      |
| Marvin Rudolph                                     | Scheidsrechter                     | 2007      |
| Adolph F. Rupp                                     | Coach                              | 1969      |
| Cathy Rush                                         | Coach                              | 2008      |
| John D. Russell                                    | Speler                             | 1964      |
| Bill Russell                                       | Speler Coach                       | 1975 2021 |
| Arvydas Sabonis                                    | Speler                             | 2011      |
| Leonard D. Sachs                                   | Coach                              | 1961      |
| Lynn W. St. John                                   | Belangrijke bijdrage gemaakt       | 1962      |
| Ralph Sampson                                      | Speler                             | 2012      |
| Tom "Satch" Sanders                                | Belangrijke bijdrage gemaakt       | 2011      |
| Abraham M. "Abe" Saperstein                        | Belangrijke bijdrage gemaakt       | 1971      |
| Arthur A. Schabinger                               | Belangrijke bijdrage gemaakt       | 1961      |
| Adolph "Dolph" Schayes                             | Speler                             | 1973      |
| Ernest J. Schmidt                                  | Speler                             | 1974      |
| Oscar Schmidt                                      | Speler                             | 2013      |
| John J. Schommer                                   | Speler                             | 1959      |
| Charlie Scott                                      | Speler                             | 2018      |
| Barney Sedran                                      | Speler                             | 1962      |
| Bill Self                                          | Coach                              | 2017      |
| Uļjana Semjonova                                   | Speler                             | 1993      |
| Bill Sharman                                       | Speler Coach                       | 1976 2004 |
| Everett F. Shelton                                 | Coach                              | 1980      |
| J. Dallas Shirley                                  | Scheidsrechter                     | 1980      |
| Jack Sikma                                         | Speler                             | 2019      |
| Jerry Sloan                                        | Coach                              | 2009      |
| Dean E. Smith                                      | Coach                              | 1983      |
| Katie Smith                                        | Speler                             | 2018      |
| Amos Alonzo Stagg                                  | Belangrijke bijdrage gemaakt       | 1959      |
| Dawn Staley                                        | Speler                             | 2013      |
| Borislav "Boris" Stanković                         | Belangrijke bijdrage gemaakt       | 1991      |
| Marianne Stanley                                   | Coach                              | 2022      |
| Christian "Chris" Steinmetz                        | Speler                             | 1961      |
| Edward S. "Ed" Steitz                              | Belangrijke bijdrage gemaakt       | 1984      |
| David Stern                                        | Belangrijke bijdrage gemaakt       | 2014      |
| Barbara Stevens                                    | Coach                              | 2020      |
| John Stockton                                      | Speler                             | 2009      |
| Maurice Stokes                                     | Speler                             | 2004      |
| Earl Strom                                         | Scheidsrechter                     | 1995      |
| C. Vivian Stringer                                 | Coach                              | 2009      |
| Pat Head Summitt                                   | Coach                              | 2000      |
| Eddie Sutton                                       | Coach                              | 2020      |
| Sheryl Swoopes                                     | Speler                             | 2016      |
| Jerry Tarkanian                                    | Coach                              | 2013      |
| Reece "Goose" Tatum                                | Speler                             | 2011      |
| Charles H. "Chuck" Taylor                          | Belangrijke bijdrage gemaakt       | 1969      |
| Fred R. Taylor                                     | Coach                              | 1986      |
| Bertha F. Teague                                   | Belangrijke bijdrage gemaakt       | 1985      |
| Tennessee A&I State, 1957–59                       | Team                               | 2019      |
| Texas Western, 1966                                | Team                               | 2007      |
| Isiah L. Thomas                                    | Speler                             | 2000      |
| David O. Thompson                                  | Speler                             | 1996      |
| John Thompson                                      | Speler                             | 1962      |
| John R. Thompson                                   | Coach                              | 1999      |
| Tina Thompson                                      | Speler                             | 2018      |
| Rod Thorn                                          | Belangrijke bijdrage gemaakt       | 2017      |
| Nate Thurmond                                      | Speler                             | 1985      |
| David Tobey                                        | Scheidsrechter                     | 1961      |
| Rudy Tomjanovich                                   | Coach                              | 2020      |
| Oswald Tower                                       | Belangrijke bijdrage gemaakt       | 1959      |
| Arthur L. Trester                                  | Belangrijke bijdrage gemaakt       | 1961      |
| John K. "Jack" Twyman                              | Speler                             | 1983      |
| Westley S. "Wes" Unseld                            | Speler                             | 1988      |
| Jim Valvano                                        | Belangrijke bijdrage gemaakt       | 2023      |
| Tara VanDerveer                                    | Coach                              | 2011      |
| Robert P. "Fuzzy" Vandivier                        | Speler                             | 1975      |
| Dick Vitale                                        | Belangrijke bijdrage gemaakt       | 2008      |
| Edward A. Wachter                                  | Speler                             | 1961      |
| Dwyane Wade                                        | Speler                             | 2023      |
| L. Margaret Wade                                   | Coach                              | 1985      |
| Chet Walker                                        | Speler                             | 2012      |
| Ben Wallace                                        | Speler                             | 2021      |
| David H. Walsh                                     | Scheidsrechter                     | 1961      |
| William T. "Bill" Walton                           | Speler                             | 1993      |
| Robert F. "Bobby" Wanzer                           | Speler                             | 1987      |
| Ora Mae Washington                                 | Speler                             | 2018      |
| Stanley H. "Stan" Watts                            | Coach                              | 1986      |
| Wayland Baptist Women's Teams, 1948–82             | Team                               | 2019      |
| Teresa Weatherspoon                                | Speler                             | 2019      |
| Chris Webber                                       | Speler                             | 2021      |
| W. R. Clifford „Cliff” Wells                       | Belangrijke bijdrage gemaakt       | 1972      |
| Rick Welts                                         | Belangrijke bijdrage gemaakt       | 2017      |
| Jerry A. West                                      | Speler                             | 1980      |
| Paul Westphal                                      | Speler                             | 2019      |
| Lindsay Whalen                                     | Speler                             | 2022      |
| Jo Jo White                                        | Speler                             | 2015      |
| Nera D. White                                      | Speler                             | 1992      |
| Louis G. Wilke                                     | Belangrijke bijdrage gemaakt       | 1983      |
| Leonard R. "Lenny" Wilkens                         | Speler Coach                       | 1989 1998 |
| Jamaal Wilkes                                      | Speler                             | 2012      |
| Jacques Dominique Wilkins                          | Speler                             | 2006      |
| Roy Williams                                       | Coach                              | 2007      |
| Tex Winter                                         | Belangrijke bijdrage gemaakt       | 2011      |
| Lynette Woodard                                    | Speler                             | 2004      |
| John R. Wooden                                     | Speler Coach                       | 1960 1973 |
| Phillip D. „Phil” Woolpert                         | Coach                              | 1992      |
| Morgan B. Wootten                                  | Coach                              | 2000      |
| James Worthy                                       | Speler                             | 2003      |
| Jay Wright                                         | Coach                              | 2021      |
| Yao Ming                                           | Speler                             | 2016      |
| George H. Yardley                                  | Speler                             | 1996      |
| Sandra Kay Yow                                     | Coach                              | 2002      |
| Fred Zollner                                       | Belangrijke bijdrage gemaakt       | 1999      |